# Rostam Maḩalleh
Rostam Maḩalleh (persiska: رستم محله) är en ort i Iran.   Den ligger i provinsen Gilan, i den nordvästra delen av landet, 300 km nordväst om huvudstaden Teheran. Antalet invånare är 208.
Terrängen runt Rostam Maḩalleh är platt åt nordost, men åt sydväst är den kuperad.  Närmaste större samhälle är Hashtpar, 10,1 km nordväst om Rostam Maḩalleh. I omgivningarna runt Rostam Maḩalleh växer i huvudsak blandskog.